# Viareggio
Viareggio es una ciudad italiana, situada en la provincia de Lucca, Toscana, en la costa del mar de Liguria, de 62 467 habitantes. Es famoso su carnaval, de gran interés turístico.

## Generalidades
Está situada en la costa norte de Toscana. Es el principal centro de la comarca de la Versilia y es conocido, además de por una masiva presencia turística en el periodo estival, por el Carnaval (iniciado en el año 1873) y sus carros alegóricos de papel maché (nacidos el año 1925), que desfilan en el período anterior a la Pascua. Símbolo del Carnaval de Viareggio y máscara oficial es Burlamacco, creado y diseñado el año 1930 por Uberto Bonetti.
Viareggio también es un centro industrial y artesanal, sobre todo en el aspecto de la construcción naval, antiguamente conocida en todo el mundo, así como por la pesca y la floricultura.
El nombre de la ciudad viene del término latino via regis, nombre de la calle trazada en la Edad Media a lo largo del litoral, todavía hoy existente con el nombre de Via Regia. La ciudad nace en la práctica la primera mitad del siglo XVI, cuando se convierte en la única ventana al mar de la República de Lucca. En dicho período aparece tal vez el edificio urbano más importante, la llamada Torre Matilde, fortificación defensiva erigida por los luqueses en 1541 para contrarrestar la constante amenaza de incursiones de los corsarios bárbaros. Cerca de Viareggio está la localidad de Torre del Lago Puccini, que recibió este apelativo en honor al célebre compositor italiano, uno de sus moradores más ilustres.
También en Viareggio vivió buena parte de su vida y falleció la mística italiana Maria Valtorta (1897-1961), escritora, y terciaria de la Orden de los Siervos de María. Allí, una vez al año, el ayuntamiento hace un homenaje en su honor.
Sede del Premio literario Viareggio, instituido en el año 1929.

## Evolución demográfica
| Gráfica de evolución demográfica de Viareggio entre 1861 y 2001 |
|                                                                 |
| Fuente ISTAT - elaboración gráfica de Wikipedia                 |

## Personajes famosos
- Marcello Lippi, entrenador y exfutbolista.
- Alberto Tenenti, historiador.
- Alessandro Pierini, futbolista.
- André Puccinelli, médico y político brasileño, gobernador del Estado de Mato Grosso del Sur.
- Bruno Bertolucci, ciclista.
- Inigo Campioni, almirante.
- Ettore, El gato de los pescadores, tiene su propio monumento en el muelle (1997-2016).

### Ciudades hermanadas
- Bastia,  Francia
- San Juan de Pasto,  Colombia